# Костюкович Олена Олександрівна
Костюко́вич Олена (народ. 1958, Київ) — літератор, письменниця, перекладачка, культуролог, викладачка, неодноразова лауреатка літературних премій.

## Із біографії
Дитячі роки пройшли в літературному середовищі: дідусь — художник і письменник Волинський Леонід Наумович.
1975 року вступила до Московського державного університету імені М. В. Ломоносова, де навчалася на філологічному факультеті на кафедрі італійської літератури (керівники: Муравьєва Галина Євгеніївна, доктор педагогічних наук, професор; Солонович Євгеній Михайлович, професор, декан кафедри російської поезії та перекладу).
1980 року закінчила Московський державний університет імені М. В. Ломоносова з відзнакою за спеціальністю «Італьяністика». Захистила дипломну роботу з італійської поезії XVII століття.
У період з 1980 по 1988 рік вона очолювала італійський відділ журналу «Сучасна іноземна фантастика».

## Перекладацька діяльність
Займалася перекладами:
- поема «Викрадене відро» Алессандро Тассоні
- поема «Адоніс» Джамбатісто Маріно
- поема «Несамовитий Роланд» Лудовіко Аріосто
- твір «Підзорна труба Аристотеля» Емануеле Тезауро
- «Шутки» Джузеппе Джусті
- роман «Заручені» Алессандро Мандзоні

1988 року — переклад роману Умберто Еко «Ім'я троянди» був сприйнятий читачами як найкраща літературна подія. Відтоді Олена Олександрівна стала постійними перекладачем творів італійського письменника російською мовою: «Маятник Фуко» (1998), «Острів напередодні» (1999), «Бавдоліно» (2003), «Таємниче полум'я цариці Лоани» (2008), «Празький цвинтар» (2011), «Номер нуль» (2015).

## Викладацька робота
1988 року переїжджає до Італії. З 1989 по 2008 роки викладає російську літературу, теорії та практики художнього перекладу в університетах Тренто, Трієста та Мілана.

## Переклади й публікації в Італії
Олена Костюкович внесла вагомий вклад в італійську видавничу справу, розробила та втілила в життя культурологічні проекти. Початок — антологія «Сучасні російські оповідання, які обрала Олена Костюкович» («Narratori russi contemporanei a cura di Elena Kostioukovitch»; Milano: Bompiani, 1990) й видання, складене з уривків робіт академіка Д. Лихачова «Корні російської культури» («Le Radici dell'Arte Russa»; Milano: Fabbri, 1991). Завершення — антологія єврейського фольклору («Racconti e storielle degli ebrei, raccolti da Efim Raize»; Milano: Bompiani 2002).
Костюкович є автором статей про російських письменників в італійській літературній енциклопедії «Словник творів і персонажів світової літератури» («Dizionario Bompiani delle opere e dei Personaggi»; Milano: Bompiani, 2004).
Проекти Костюкович відкрили іноземцям таких авторів Людмила Улицька, Борис Акунін, Саша Соколов.
2006 року в Москві та Італії одночасно вийшла книжка «Їжа. Італійське щастя», що була нагороджена в Москві премією Союзу рестораторів, а в Італії — премією союзу книготорговців «Банкарелла». Ця книжка, матеріал до якої збирався протягом 10 років у всіх регіонах країни, знайомить читачів з італійською кухнею. Цей твір було опубліковано у 13 країнах: Китай, Сербія, США, Канада, Австралія, Велика Британія, Іспанія та інших. В Україні книга була надрукована вперше у 2015 році (Харків: Фоліо, 2015. 432 с. ISBN: 978-966-03-6927-6).
2013 року була представлена як романіст. Роман «Цвінгер» був відмічений
- як один із десяти найважливіших книг 2013 року (The Weekend, Росія)
- як «Книга січня 2014 року» за версією престижної московської книгарні
- як частина назв номінантів національних літературних премій «Національний бестселер», «Велика книга», «Російський букер».

2014 року видавництво «Бомпіані» (Італія) презентувало італійську версію роману під назвою «Sette notti» (Сім ночей).
У 2022 році вона опублікувала «Nella mente di Vladimir Putin» (У свідомості Володимира Путіна), — аналіз російської ідеології, що призвела до війни в Україні. Книга була перекладена німецькою, угорською, латиською, та польською мовами.
У 2025 році вона опублікувала «Kyiv. Una fortezza sopra l'abisso» у видавництві La Nave di Teseo. Крізь багатогранну призму, що поєднує історію, літературу, культуру та особисті спогади, книга простежує бурхливу історію Києва — від монгольських навал до руйнувань Російської революції й нинішньої російсько-української війни. 

## Заохочення та відзнаки
Лауреат національних і міжнародних премій, серед яких:
- «Найкращий переклад року» (премія від журналу «Іноземна література», 1988)
- Італійська міжнародна літературна премія (місто Грінцане-Кавур, 2004)
- Премія Банкарелла (італійська національна літературна премія за найкращу книгу, Понтремолі, 2007)
- Державна премія Італії «За зближення культур» (2007), яка вручається Президентом країни.